# 4-Hydroxybenzoesäuremethylester
4-Hydroxybenzoesäuremethylester, auch para-Hydroxybenzoesäuremethylester (PHB-Methylester), ist der Methylester der aromatischen Carbonsäure 4-Hydroxybenzoesäure und gehört zu den Parabenen. Als Trivialname ist auch Nipagin gebräuchlich.

## Vorkommen
In der Natur spielt der Stoff eine Rolle als Sexuallockstoff der läufigen Hündin. Außerdem kommt er als natürlicher Inhaltsstoff im Gelée royale der Bienen vor.

## Eigenschaften
4-Hydroxybenzoesäuremethylester ist eine weiße, geruchlose, kristalline Substanz, die einen leicht brennenden Geschmack besitzt und schwach anästhesierend wirkt. Der Schmelzpunkt liegt bei 126,0 °C mit einer Schmelzenthalpie von 166,5 J·g−1. Die Verbindung kristallisiert in einem monoklinen Kristallgitter mit der Raumgruppe Cc (Raumgruppen-Nr. 9).
Die Dampfdruckfunktion ergibt sich nach August entsprechend ln(P) = −A/T+B (P in Pa, T in K) mit A = 34,3 ±0,3 und B = 11889 ±92 im Temperaturbereich von 30 °C bis 54 °C. Aus der Dampfdruckfunktion lässt sich eine molare Sublimationsenthalpie von 98,8 kJ·mol−1 ableiten. Die Verbindung löst sich wenig in Wasser (2,5 g/l bei 25 °C), aber gut in organischen Lösungsmitteln wie Aceton, Chloroform, Ethanol und Ether. In alkalischen Lösungen bildet sich ein Phenolat, z. B. Natriummethyl-p-hydroxybenzoat.
| Löslichkeit in verschiedenen Lösungsmitteln (bei 25 °C, in g/100 g Lösungsmittel)[12] |        |                |          |         |                |        |              |           |
| Lösungsmittel                                                                         | Wasser | Wasser (80 °C) | Methanol | Ethanol | Propylenglycol | Aceton | Diethylether | Erdnussöl |
| Löslichkeit                                                                           | 0,25   | 2,0            | 59       | 52      | 22             | 64     | 23           | 0,5       |
Der 4-Hydroxybenzoesäuremethylester bildet mit anderen 4-Hydroxybenzoesäureestern eutektisch schmelzende Mischungen.
| Eutektika bei Mischungen von 4-Hydroxybenzoesäureestern[5] |              |               |              |
|                                                            | Ethylparaben | Propylparaben | Butylparaben |
| Molanteil Methylparaben                                    | 0,46         | 0,35          | 0,78         |
| Eutektischer Schmelzpunkt                                  | 88,5 °C      | 77,8 °C       | 59,8 °C      |

## Verwendung
4-Hydroxybenzoesäuremethylester wird als Konservierungsmittel  beispielsweise in Shampoos, Duschgels und anderen Kosmetika sowie in flüssigen Arzneimitteln verwendet. Außerdem wird er in der Forschung zum Vermeiden von unerwünschten Verpilzungen auf bakteriologischen Agarplatten verwendet.
PHB-Methylester ist in der EU als Lebensmittelzusatzstoff der Nummer E 218 zugelassen.
Wegen besserer Löslichkeit wird meist das Natriumsalz (Natriummethyl-p-hydroxybenzoat, E 219) verwendet.

## Gesundheitsrisiken
4-Hydroxybenzoesäuremethylester – wie Parabene im Allgemeinen – können beim Menschen, vor allem bei Asthmatikern, pseudoallergische Reaktionen hervorrufen, wie z. B. Nesselsucht oder asthmatische Anfälle.
4-Hydroxybenzoesäuremethylester wurde 2012 von der EU gemäß der Verordnung (EG) Nr. 1907/2006 (REACH) im Rahmen der Stoffbewertung in den fortlaufenden Aktionsplan der Gemeinschaft (CoRAP) aufgenommen. Hierbei werden die Auswirkungen des Stoffs auf die menschliche Gesundheit bzw. die Umwelt neu bewertet und ggf. Folgemaßnahmen eingeleitet. Ursächlich für die Aufnahme von 4-Hydroxybenzoesäuremethylester waren die Besorgnisse bezüglich der Einstufung als CMR-Substanz, Verbraucherverwendung, Exposition empfindlicher Bevölkerungsgruppen, hoher (aggregierter) Tonnage und weit verbreiteter Verwendung sowie als potentieller endokriner Disruptor. Die Neubewertung fand ab 2014 statt und wurde von Frankreich durchgeführt.